# الدرب الأسود (الجوف)
الدرب الأسود هي إحدى قرى الجمهورية اليمنية. وهي تتبع جغرافيًا لمحافظة الجوف. وإداريًا لمديرية برط العنان. يبلغ تعداد سكانها 1513 نسمة حسب الإحصاء الذي أجري عام 2004.